# St.-Stepanos-Kirche
Koordinaten: 38° 25′ 19,2″ N, 27° 7′ 44,4″ O

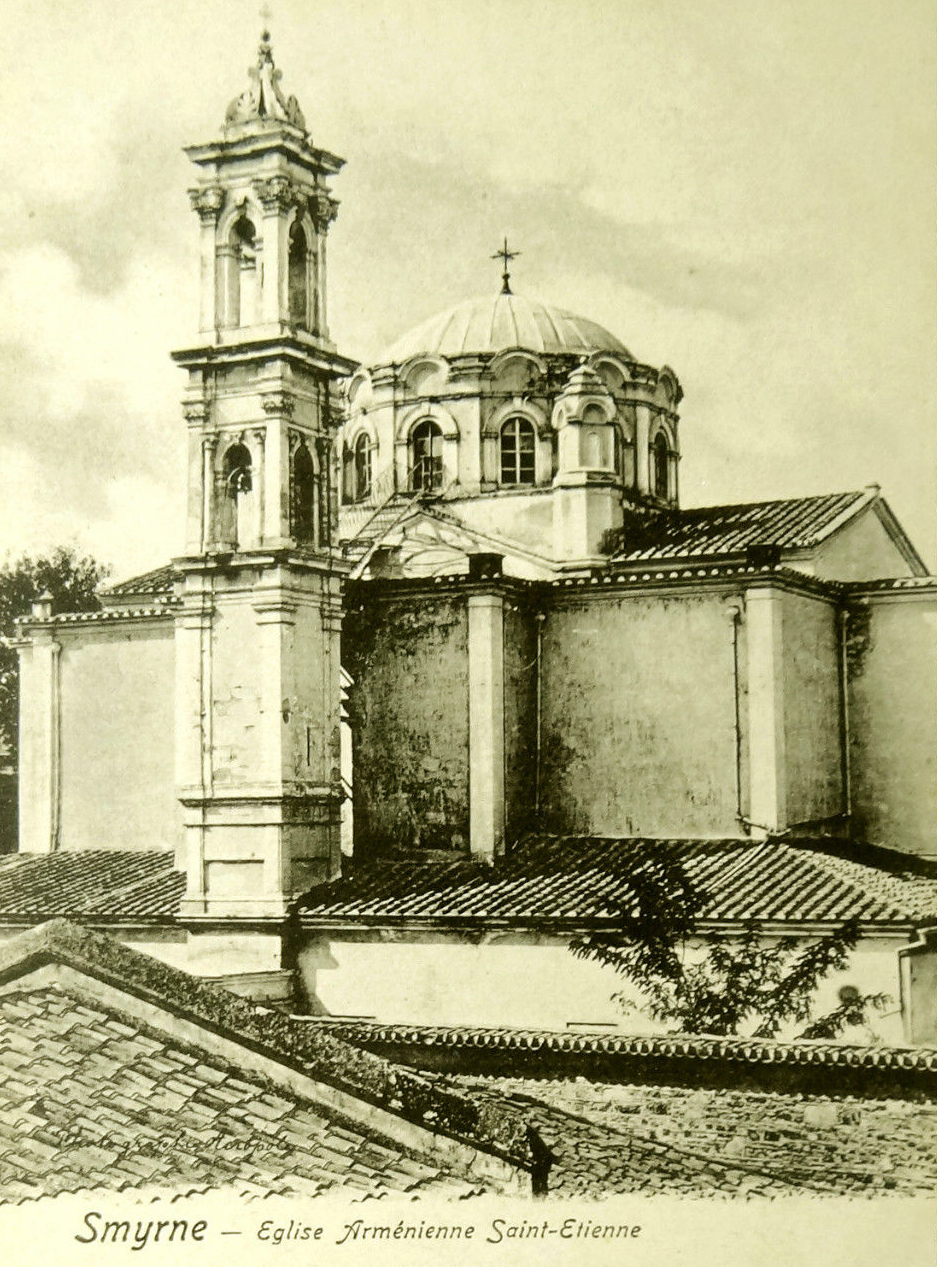
Postkarte 1907

Die St.-Stepanos-Kirche (armenisch Սուրբ Ստեփանոս Եկեղեցի Surb Stepanos Yekeghetsi) war eine armenisch-apostolische Kirche, die sich im Basmane-Bezirk der Stadt Smyrna (heute Izmir) in der Türkei befand.
Sie war die wichtigste und bekannteste armenische Kirche in der Stadt, bis sie durch den Großen Brand von Smyrna 1922 zerstört wurde. Das Gebäude diente der armenischen Gemeinschaft zusammen mit der Surp-Mesrop-Privatschule für Jungen und der Surp-Hripsime-Schule für Mädchen als wichtigste Institution der Stadt. Die der Kirche angegliederten Schulen befanden sich ebenfalls im Bezirk Basmane. Das Gebäude der St.-Stepanos-Kirche stammt aus dem 14. Jahrhundert, danach wurde die Kirche mehrmals umgebaut und saniert. Nach einem Brand wurde die stark beschädigte Kirche 1858 wieder rekonstruiert. Die Kirche lag in einem bebauten Gebiet des Stadtteils Basmane von Izmir und besaß einen anliegenden Friedhof. Sie war umgeben von einer hohen Mauer.
Die St.-Stepanos-Kirche war eine Basilika mit einer Kuppel. Die Vorderseite des Tempelportikus war geräumig und das Kirchentor hatte bronzene Türverkleidungen mit großen Reliefs, von denen einer den Protomärtyrer Sankt Stefan abbildete.

## Brand und Zerstörung
Während des Großen Feuers von Smyrna verbarrikadierten mehr als ein Tausend örtlicher Armenier zusammen mit einigen Griechen in der Kirche, um Schutz vor den Massakern türkischer Truppen zu suchen. Gemäß Schätzungen waren etwa 8.000 Zivilisten in der Kirche, davon 2.000 Kinder. Türkische Truppen versuchten, die Wände durch Mörserbeschuss zu zerstören. Schließlich konnten die meisten Zivilisten durch Einschreiten des Metropolitenbischofs von Ephesus gerettet werden. Er informierte den örtlichen katholischen Bischof, der die Zivilisten in das Levantinerviertel der Stadt verschaffte. Allerdings wurden viele Zivilisten auf dem Wege dorthin von den türkischen Truppen zusammengeschlagen, andere in Konzentrationslager verschleppt.
Nach der Evakuierung wurde die Kirche von türkischen Truppen geplündert und in Brand gesteckt.